# Анолини
Анолини (на италиански: anolini, от латинското anulus – „пръстен“) е вид яйчена паста, произхождаща от италианските провинции Пиаченца и Парма. Наричат се още „анвъй“ (anvein) в района на Пиаченца и „анолèн“ (anolen) в района на Парма според местните емилиански езикови разновидности. В района на Парма ги наричат още „капелети“ (cappelletti) или с шеговитите прякори „салвадженти“ (salvagenti, букв. „спасителни жилетки") и „галежданти“ (galleggianti, букв. „плувки"). Съществува и вариант от провинция Кремона, известен като „марубини“ (marubini; marubén на кремонски диалект – име, често използвано и в североизточната равнина на Пиаченца).
Приготвят се, като се топчета пълнеж се роставят между две кори и се изрязват около плънката със специални метални формички, които могат да бъдат кръгли или с назъбени ръбове; натискът върху матрицата затварява ръбовете на тестото.
Това е ястие с древни корени, познато и споменато от известния ренесансов готвач Бартоломео Скапи през 16 век.  То е предавано от поколение на поколение в семейството. Традиция в района на Пиаченца е на Бъдни вечер семейството да се събира, за да приготвя анолините за консумация на следващия ден (anvein d 'Nadäl).
Ястието е богато и сложно, подобно на много ястия, предлагани на важни празници, но комбинацията от съставки го прави изискано.

## История
Анолиното е родено под формата на пълнена паста през 12 век и е споменато от Салимбене де Адам през 1284 г. в неговата Cronica. Едва през 16 век обаче ястието е отново предложено за обяд на благородници, кардинали и папи от Бартоломео Скапи. Самият Скапи предоставя първата известна писмена рецепта за анолини.
Анолините са предложени отново през 1659 г. на трапезата на херцога на Парма Ранучо II Фарнезе като ястие, сервирано с пармезан и скопен петел. След това се появяват на трапезата на херцог Фердинанд I Пармски през 1793 г., дефинирани от Козимо Мели Лупи ди Сораня като „...равиолите, наречени на нашия диалект анолини“, както и на трапезата на херцогиня Мария-Луиза Австрийска.
Рецептата, навремето предназначена изключително за по-богатите класи, с течение на времето става обичайна и за по-бедните класи, превръщайки се в традиционно ястие от народната кухня. Пелегрино Артузи допринася значително за разпространението му.

## Рецепти
Изборът на диаметъра на анолините (от 2 до 4 cm приблизително) и видът на ръба зависи от вкуса. Обикновено анолиното от Пиаченца е по-малко и има полукръгла форма с назъбен ръб, а това от Парма обикновено е по-голямо по размер и с кръгла форма, обикновено също с назъбен ръб. Назъбеният ръб има предимството да има по-голямо количество сфоля (кора) със същия пълнеж и по-добро уплътняване на затварянето от гладкия. Друга възможна вариация на формата е използването на единична прегъната кора, за да има едно парче тесто (вместо два диска) и неидеална кръгла форма. 
Що се отнася до пълнежа, винаги базиран на задушено месо, има два варианта: със задушено месо или само със сос. Обикновено в рецептата на Пиаченца пълнежът се състои от говеждо задушено вместо конското и свинското месо, използвани в миналото. В края на приготвянето месото и зеленчуците на дъното се нарязват на много ситно, като се добавят хляб, пармезан и индийско орехче. Рецептата изисква готвенето да е в бульон с отлично качество, за предпочитане от скопен петел. Във Вал д'Арда от друга страна е широко разпространен вариант с постен пълнеж, съставен от три различни зреения на Пармиджано-Реджано, запечен настърган хляб и индийско орехче, или като алтернатива – с половин Грана Падано и половин Пармиджано-Реджано. Последният вариант е подобен на този от Салсомаджоре Терме, Фиденца и Баса пармензе, където пълнежът се приготвя само със запечени галета с отличен бульон, получен от задушено с месо, сол, индийско орехче, яйца, и с голямо количество доста старо Пармиджано-Реджано.
В Парма и околностите ѝ е традиционно да се запича хляб със сос от магарешко задушено, овкусено със силно червено вино, макар че някои използват телешко, свинско или конско (или комбинация от тях в зависимост от семейната традиция), придружен от много доста старо Пармиджано-Реджано, индийско орехче и различни аромати, като в рецептата от Парма месото от задушеното не е включено в пълнежа. 
Като се има предвид лекотата, с която пълнежът на анолините, запечатани по неправилен начин, се разпръсква в бульона по време на готвене, което го прави мътен и променя вкуса му, традиционно, но не много често срещано подобрение е отцеждането на анолините след готвене и сервирането им с повече бульон.

## Признания
По предложение на регион Емилия-Романя италианското Министерство на земеделието, храните и горските политики признава анолините за един от Традиционните италиански хранително-вкусови продукти, традиционни за провинциите Пиаченца и Парма с две различни имена, за да бъдат защитени различните рецепти, съпътствани от превода на съответните им диалекти. Марубините са признати зa традиционен хранително-вкусов продукт (на итал.  P.A.T.) по предложение на регион Ломбардия.
Рецептата на Вал д'Арда е защитена с Общинско наименование за произход (De.Co.) от община Фиоренцуола д'Арда. С подобна защита се слави и рецептата на град Салсомаджоре Терме.